# 成性
成性（1622年—1679年），初名成宗儒，字我存，號率菴，南京和州直隸州（今安徽省和縣）人，清朝政治人物、进士出身。成建中之孫、成其德之子。
顺治六年（1649年）授中書科中書。顺治十四年（1657年）考授監察御史，巡按福建。順治十七年（1660年）任兵部主事。康熙十一年（1672年）改任工科給事中。后任工科掌印給事中。